# No Burden
No Burden  — дебютный студийный альбом американской инди-рок певицы Люси Дакус, вышедший 26 февраля 2016 года на независимых лейблах EggHunt и Matador. Его продюсировали Lucy Dacus, Jacob Blizard и Collin Pastore.
Для продвижения альбома были выпущены промосинглы «I Don’t Wanna Be Funny Anymore» и «Strange Torpedo».

## Предыстория
Альбом No Burden выходил дважды, сначала на крошечном лейбле EggHunt Records в Ричмонде в феврале 2016 года, а затем на почтенном Matador в сентябре. Записанный за один день в Нэшвилле с группой, которая только что выучила песни.
В основном она поёт о неуверенности и превращает признания в прокламации в своих проницательных песнях, которые постепенно набирают силу, «Я больше не хочу быть смешной / В последнее время я чувствую себя странным человеком».

## Отзывы
| Совокупная оценка   | Совокупная оценка |
| Источник            | Оценка            |
| ------------------- | ----------------- |
| Metacritic          | 79/100            |
| Оценки критиков     |                   |
| Источник            | Оценка            |
| AllMusic            | [ 7 ]             |
| American Songwriter | [ 8 ]             |
| Exclaim!            | 9/10              |
| Paste               | 8.6/10            |
| Pitchfork           | 7.8/10            |
| PopMatters          | 6/10              |
| Spin                | 8/10              |

Альбом получил положительные отзывы музыкальной критики и интернет-изданий. Он получил 79 из 100 баллов на интернет-агрегаторе Metacritic.
Альбом был выбран журналом Magnet как лучший альбом 2016 года, назвав его удивительно уверенным творением для 21-летнего новичка: «он звучит так же интроспективно и вдумчиво, как Лора Марлинг. Но когда она и её группа достигают блюзового ритма, скажем в „Troublemaker, Doppelganger“, она источает холодную силу Эрики Веннерстрем из рок-группы Heartless Bastards». Журнал Paste назвал его восьмым лучшим альбомом года, назвав его «на удивление подлинным и зрелым». Under the Radar назвал его 48-м лучшим альбомом 2016 года.

## Список композиций
| №                   | Название                         | Длительность |
| ------------------- | -------------------------------- | ------------ |
| 1.                  | «I Don't Wanna Be Funny Anymore» | 2:43         |
| 2.                  | «Troublemaker Doppelgänger»      | 4:22         |
| 3.                  | «Green Eyes, Red Face»           | 3:39         |
| 4.                  | «Strange Torpedo»                | 4:24         |
| 5.                  | «Dream State…»                   | 3:31         |
| 6.                  | «Trust»                          | 3:30         |
| 7.                  | «Map On A Wall»                  | 7:28         |
| 8.                  | «Direct Address»                 | 3:20         |
| 9.                  | «... Familiar Place»             | 2:56         |
| Общая длительность: | Общая длительность:              | 35:53        |